# Rua Dom Diogo de Sousa
A Rua Dom Diogo de Sousa é um arruamento na freguesia da Sé da cidade de Braga, em Portugal.
É uma rua exclusivamente pedonal que liga o Arco da Porta Nova ao Largo do Paço.
É uma rua essencialmente comercial e de serviços. Localizam-se nesta rua a Igreja da Misericórdia e a sede da Associação Comercial de Braga.
Na rua passou, entre 1914 e 1963, a linha 1 do Eléctrico de Braga.